# Piper racemosum
Piper racemosum är en pepparväxtart som beskrevs av Philip Miller. Piper racemosum ingår i släktet Piper och familjen pepparväxter. Inga underarter finns listade i Catalogue of Life.